# Языки Новой Каледонии
Официальным языком Новой Каледонии является французский, являющийся родным или вторым языком для большей части населения. Также широко используются канакские языки, такие как харачии, и языки мигрантов (преимущественно из других стран и зависимых территорий Океании и Юго-восточной Азии).

## Региональные языки

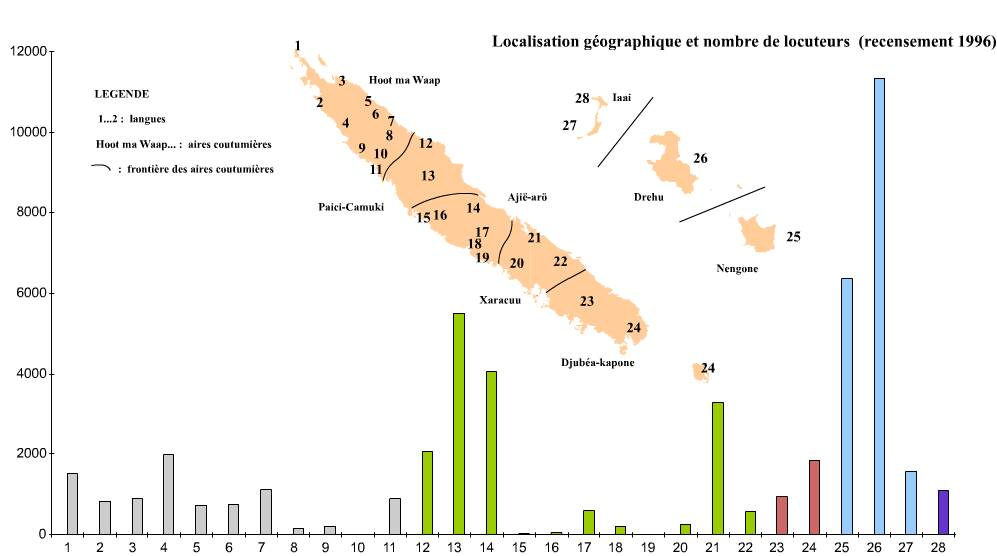
Численность говорящих на коренных языках Новой Каледонии

Около 39 % населения Новой Каледонии составляют канаки, то есть коренные народы. Под этим термином принято объединять всё аборигенное население островов, так что он не подразумевает лингвистического единства — все канакские языки относятся к австронезийской семье, но к разным группам внутри неё. Большинство языков главного острова Гранд-Тер относится к так называемому новокаледонскому языковому комплексу в составе южноокеанийской группы, куда также входит значительная часть языков соседнего государства Вануату. В отдельную группу часто выделяются меланезийские языки островов Луайоте. На  острове Увеа распространён полинезийский язык западный увеа.